# Bandidus tibooburranensis
Bandidus tibooburranensis is een insect uit de familie van de mierenleeuwen (Myrmeleontidae), die tot de orde netvleugeligen (Neuroptera) behoort. 
Bandidus tibooburranensis is voor het eerst wetenschappelijk beschreven door New in 1985.